# Muranga
Muranga és una ciutat de la província Central a Kenya. Antigament la ciutat era anomenada Fort Hall. Està situada entre Nyeri i Thika.